# Йозеф Файхтмаєр
Йозеф Файхтмаєр (нім. Josef Feichtmeier; 9 серпня 1883, Відень — імовірно 31 грудня 1945) — австрійський і німецький офіцер, генерал-лейтенант вермахту.

## Біографія
18 серпня 1901 року поступив на службу в австро-угорську армію. Учасник Першої світової війни. Після війни продовжив службу в австрійській армії. 31 липня 1931 року вийшов у відставку.
1 квітня 1939 року переданий у розпорядження вермахту. З 26 серпня 1939 року — командир 1-го полку земельної оборони 17-го військового округу. З 10 березня 1940 року — командир 664-го піхотного полку. З 27 серпня 1940 року — керівник кадрового штабу «Південь». З 24 червня 1941 року — начальник штабу розміщення полонених у Відні, в тому ж році призначений командиром військовополонених при командувачі вермахтом в Україні. 23 листопада 1942 року відправлений у резерв фюрера і переданий в розпорядження командування 17-го військового округу. 31 березня 1943 року звільнений у відставку.
В 1945 році взятий у полон радянськими військами і зник безвісти. 4 грудня 1957 року районний суд Відня визнав Файхтмаєра мертвим. Офіційна дата смерті — 31 грудня 1945 року.

## Звання
- Кадет-виконувач обов'язків офіцера (18 серпня 1901)
- Лейтенант (1 листопада 1902)
- Обер-лейтенант (1 листопада 1907)
- Гауптман (1 травня 1912)
- Майор (1 травня 1917)
- Оберст-лейтенант (1 січня 1920)
- Оберст (23 червня 1923)
- Генерал-майор (24 червня 1929)
- Генерал-майор до розпорядження (1 квітня 1939)
- Генерал-лейтенант до розпорядження (1 січня 1942)

## Нагороди
- Ювілейний хрест (1908)
- Пам'ятний хрест 1912/13
- Медаль «За військові заслуги» (Австро-Угорщина)
  - бронзова з мечами
  - 2 срібних з мечами
- Хрест «За військові заслуги» (Австро-Угорщина) 3-го класу з військовою відзнакою
- Орден Залізної Корони 3-го класу з військовою відзнакою і мечами
- Орден Леопольда (Австрія), лицарський хрест з військовою відзнакою і мечами
- Військовий Хрест Карла
- Пам'ятна військова медаль (Австрія) з мечами
- Почесний хрест ветерана війни з мечами
- Медаль «За вислугу років у Вермахті» 4-го, 3-го, 2-го і 1-го класу (25 років)